# Gertrud (filme)
Gertrud é um filme de drama dinamarquês de 1964 dirigido e escrito por Carl Theodor Dreyer e Grethe Risbjerg Thomsen. Foi selecionado como representante da Dinamarca à edição do Oscar 1965, organizada pela Academia de Artes e Ciências Cinematográficas.

## Elenco
- Nina Pens Rode - Gertrud
- Bendt Rothe - Gustav Kanning
- Ebbe Rode - Gabriel Lidman
- Baard Owe - Erland Jansson
- Axel Strøbye - Axel Nygren
- Vera Gebuhr
- Lars Knutzon - Estudante